# Dance, Fools, Dance
Dance, Fools, Dance (bra: Quando o Mundo Dança) é um filme pre-Code estadunidense de 1931, do gênero drama criminal, dirigido por Harry Beaumont, estrelado por Joan Crawford, e coestrelado por Lester Vail, Cliff Edwards, William Bakewell e Clark Gable. O roteiro de Aurania Rouverol e Richard Schayer foi baseado em uma história da própria Rouverol.
A trama retrata a história de uma repórter investigando assassinatos de membros de uma gangue de contrabandistas. Este foi o primeiro dos oito filmes que Crawford e Gable coestrelaram juntos.

## Sinopse
Bonnie Jordan (Joan Crawford) começa a enfrentar a pobreza e o trabalho duro quando seu pai, Stanley Jordan (William Holden), morre de ataque cardíaco durante a Grande Depressão. Embora ela esteja apaixonada por Robert "Bob" Townsend (Lester Vail), ela recusa a proposta de casamento dele, que pediu sua mão porque era "a coisa cavalheiresca a se fazer". Então, ela começa a trabalhar como repórter novata no New York Star. Seu irmão, Rodney (William Bakewell), escolhe uma saída mais fácil e começa a ajudar o contrabandista Jake Luva (Clark Gable) a vender bebidas para seus amigos ricos. Quando um grupo de contrabandistas é assassinado, Bonnie – que não sabia sobre a conexão de Rodney com Jake – é designada por seu editor a se infiltrar na gangue de Luva e descobrir quem realmente cometeu os assassinatos.

## Elenco
- Joan Crawford como Bonnie Jordan
- Lester Vail como Robert "Bob" Townsend
- Cliff Edwards como Bert Scranton
- William Bakewell como Rodney Jordan
- Clark Gable como Jake Luva
- William Holden como Stanley Jordan
- Earl Foxe como Wally Baxter
- Purnell B. Pratt como Parker
- Hale Hamilton como Selby
- Natalie Moorhead como Della
- Joan Marsh como Sylvia
- Russell Hopton como Whitey
- Sam McDaniel como Mordomo de Jake Luva

## Produção
Vários eventos do roteiro são vagamente baseados em crimes da vida real, que ocorreram em Chicago antes da produção do filme, como: o Massacre do Dia de São Valentim em 1929, e o assassinato do repórter Jake Lingle por bandidos em 1930.

## Recepção
A revista Photoplay comentou: "Mais uma vez, Joan Crawford prova ser uma grande atriz dramática. A história ... é uma besteira, mas é uma besteira boa, e Joan dá vida à sua caracterização". Andre Sennwald, em sua crítica para o The New York Times, observou: "A atuação de Srta. Crawford ainda é autoconsciente, mas seus admiradores acharão seu desempenho bem à altura de seu padrão".

### Bilheteria
De acordo com os registros da Metro-Goldwyn-Mayer, o filme arrecadou US$ 848.000 nacionalmente e US$ 420.000 no exterior, totalizando US$ 1.268.000 mundialmente. O retorno lucrativo da produção foi de US$ 524.000.